# Vater wider Willen
Vater wider Willen ist eine deutsche Familienserie, die von 1995 bis 2002 im Ersten gesendet wurde. Sie besteht aus drei Pilotfilmen und je zwei Staffeln zu 13 Folgen.

## Handlung
Der erfolgreiche Dirigent Max Oldendorf übernimmt die Süddeutschen Symphoniker, deren Chefdirigent kurz vorher an einem Herzinfarkt verstorben ist. Da bekommt er Besuch von seiner Ex-Frau Ingrid Bach. Sie ist Paläontologin und hat einen Forschungsauftrag in den Anden bekommen; Max soll daher die drei gemeinsamen Töchter Gitti, Beatrice und Marlene bei sich aufnehmen. Widerwillig tut er dies. So muss er seine Tochter Marlene aus einer Sekte befreien, Bea muss sich mit ihrem Wunsch durchsetzen, ihr Medizinstudium zugunsten einer Karriere als Sanitäterin aufzugeben und ein Nierenkollaps von Gitti bringt Max und Ingrid einander wieder etwas näher.
Später lernt Oldendorf die amerikanische Sopranistin Helen Hunter kennen. Aus den beiden wird ein Paar; und sie bringt ihre beiden Adoptivsöhne Henry und William mit in die Beziehung. So müssen unter anderem der von Williams leiblicher Mutter angestrengte Sorgerechtsstreit, Henrys Versuche mit Drogen sowie der Ausreißversuch von Henry und William, als beide denken, dass Max sie ins Internat schicken wolle, bewältigt werden.